# Fusiturris pluteata
Fusiturris pluteata é uma espécie de gastrópode do gênero Fusiturris, pertencente a família Fusiturridae.